# San Emilio (Södra Ilocos)
San Emilio (Bayan ng San Emilio) är en kommun i Filippinerna. Kommunen ligger på ön Luzon, och tillhör provinsen Södra Ilocos. Folkmängden uppgår till 6 717 invånare.
San Emilio är indelat i 8 barangayer.